# Тараш (город, Бангладеш)
Тараш (бенг. তাড়াশ, англ. Tarash) — город на севере Бангладеш, административный центр одноимённого подокруга. Площадь города равна 5,09 км². По данным переписи 2001 года, в городе проживало 5368 человек, из которых мужчины составляли 53,70 %, женщины — соответственно 46,30 %. Уровень грамотности населения составлял 38,4 % (при среднем по Бангладеш показателе 43,1 %). 